# Прато-алло-Стельвіо
Прато-алло-Стельвіо (італ. Prato allo Stelvio) — муніципалітет в Італії, у регіоні Трентіно-Альто-Адідже,  провінція Больцано.
Прато-алло-Стельвіо розташоване на відстані близько 550 км на північ від Рима, 75 км на північний захід від Тренто, 60 км на захід від Больцано.
Населення — 3453 особи (2014).

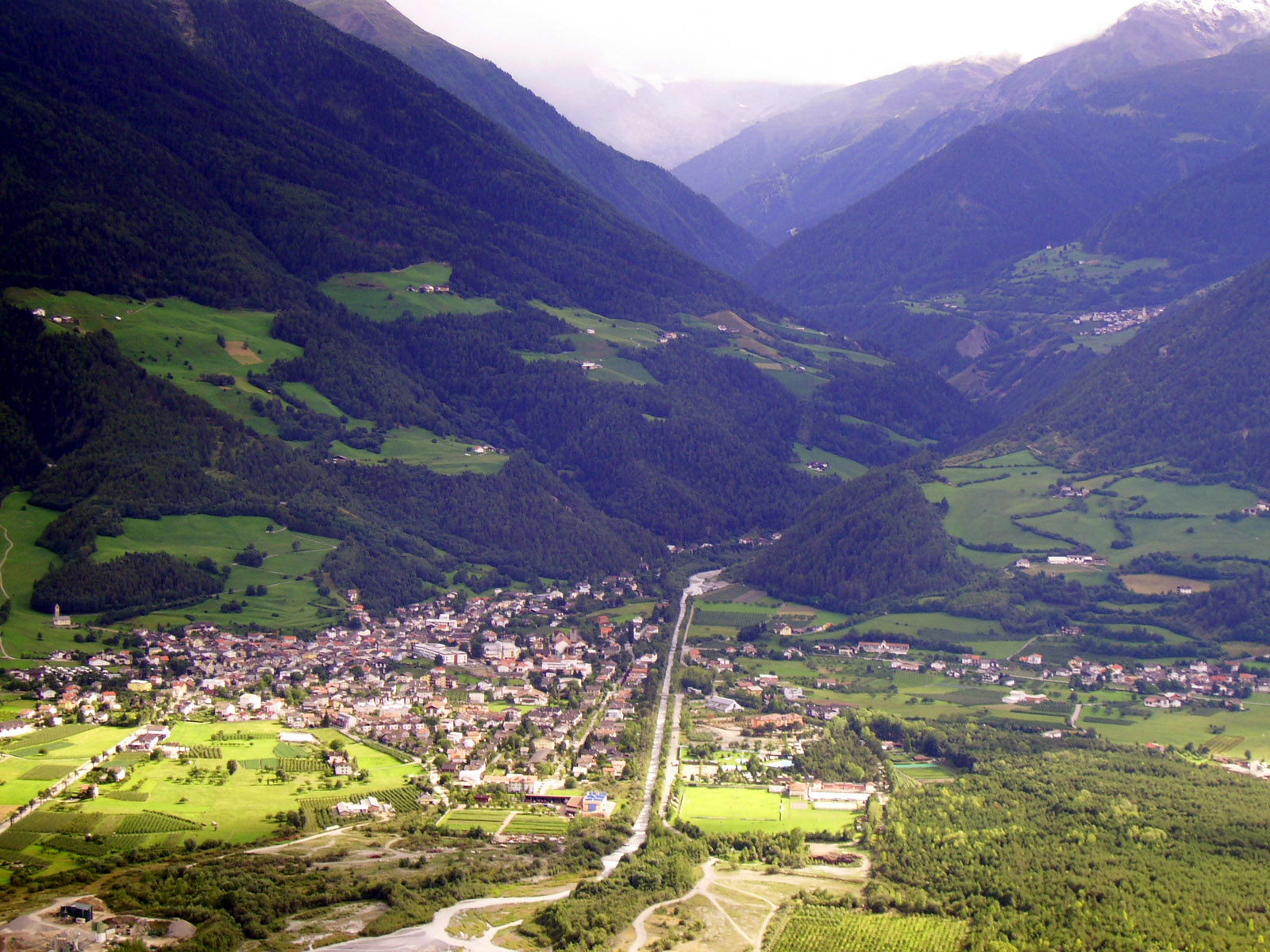

Щорічний фестиваль відбувається 5 червня. 

## Демографія
Населення за роками:

Станом на 1 січня 2023 року в муніципалітеті офіційно проживав 381 іноземець з 30 країн, серед них 166 громадян країн Євросоюзу та 2 громадяни України.

## Сусідні муніципалітети
- Глоренца
- Лаза
- Мстаїр
- Злудерно
- Стельвіо
- Тубре